# Hendersonville (Pensilvania)
Hendersonville es un lugar designado por el censo ubicado en el condado de Washington en el estado estadounidense de Pensilvania. En el año 2010 tenía una población de 325 habitantes.

## Geografía
Hendersonville se encuentra ubicado en las coordenadas 40°18′2″N 80°9′30″O / 40.30056, -80.15833.. Según la Oficina del Censo de los Estados Unidos, Hendersonville tiene una superficie total de 0,39 mi² (1 km²), de la cual 0,39 mi² (1 km²) corresponden a tierra firme y 0 mi² (0 km²) es agua.